# Aimé-François-Joseph Bozière
Aimé François Joseph Bozière, né à Tournai le 28 octobre 1814 et mort dans la même ville le 2 mars 1873, est un brasseur, peintre, architecte, historien, héraldiste et archéologue belge.

## Biographie
Après avoir fait ses humanités à l'Institut dirigé par M. Gautier, Bozière s'oriente vers la peinture et l'architecture à l'Académie de dessin de Tournai sous la direction du paysagiste Antoine Payen. Il complète ses études à Paris, mais doit abréger son séjour par suite de maladie. De retour à Tournai, il constitue une société théâtrale avec quelques jeunes gens qui joue des vaudevilles et comédies pendant plusieurs années. Bozière parcourt la campagne aux environs de Tournai, pour peindre la nature. Il fréquente également les Ardennes et la Campine. En 1854, l'Administration communale de Tournai organise une exposition réservée aux artistes tournaisiens. Bozière expose trois paysages représentants des vues des bords de la Meuse et des Ardennes, qui sont fort appréciés. Mais les plus belles peintures sorties de ses pinceaux sont celles prises dans le Tournaisis. Ses excursions artistiques régionales le mènent à la recherche archéologique. Il sait faire parler les paysans qui viennent le voir dessiner. C'est ainsi qu'il publie une série d'études, sous le titre de Chroniques et légendes de Tournai et du Tournaisis, après de nombreuses investigations. Cette publication attire l'attention du sénateur François Sacqueleu qui lui demande de faire un croquis à la plume des principaux sites du Tournaisis; ces dessins seront réunis dans un album.
Bozière, poussé par ses goûts d'artiste et d'archéologue, compulse durant neuf années les archives de la Ville et de l'État. En 1859, son Armorial de Tournai et du Tournaisis voit le jour, suivi en 1864 de son œuvre maîtresse Tournai Ancien et Moderne.
Marié à Mlle Daufresne de la Chevalerie et père de famille, il doit néanmoins consacrer la majeure partie de son temps à la brasserie qui est sa principale ressource. Il cèdera son entreprise, en 1869, à son voisin et ami, le brasseur Charles-Edouard Bourgois. Charitable pour les pauvres, dévoué dans ses démarches soit pour procurer à tel, un emploi, à tel autre, des vêtements, il fut peut-être à son époque l'homme le plus populaire de Tournai, parmi les petites gens. Le 28 janvier 1887, le Conseil communal baptisa un nouveau quai de son nom. Depuis le comblement de la Petite rivière (fossé des fortifications sur la rive droite) en 1909, le quai disparu est devenu, de nos jours, l'avenue Bozière.

## Œuvres
- Armorial de Tournai et du Tournaisis, 1859 [lire en ligne]
- Tournai Ancien et Moderne, 1864 [lire en ligne]